# Syrrhopodon fimbriatus
Syrrhopodon fimbriatus är en bladmossart som beskrevs av Mitten 1869. Syrrhopodon fimbriatus ingår i släktet Syrrhopodon och familjen Calymperaceae. Inga underarter finns listade i Catalogue of Life.